# Peter Savage
Peter Savage est un acteur italo-américain (né Frank Petrella) le 9 septembre 1920 en Calabre et mort le 29 décembre 1981 à Sint Maarten.

## Filmographie
- 1965 : The Runaways : Charles Delmont
- 1968 : Heißer Sand auf Sylt
- 1970 : Cauliflower Cupids : Johnny Stiletto
- 1973 : Hypnorotica : Dr. Lawrence Thurston
- 1974 : Supernichons contre mafia : Bill / le patron (sous le nom de Peter Petrillo)
- 1974 : Jo le fou : DeMarco
- 1976 : Taxi Driver : The John
- 1977 : New York, New York : L'assistant d'Harry
- 1977 : Sylvia : Dr. Balaban
- 1979 : L'Arme au poing
- 1980 : Raging Bull : Jackie Curtie
- 1983 : Vigilante : Thomas 'Mr. T.' Stokes